# Tinh nguyện
Tinh nguyện (tiếng Hoa phồn thể: 星願, tiếng Hoa giản thể: 星愿, tiếng Anh: Fly Me to Polaris), còn được dịch là Nước mắt của trời là một bộ phim Hồng Kông sản xuất năm 1999 bởi đạo diễn Mã Sở Thành, với sự diễn xuất của diễn viên nổi tiếng Trương Bá Chi và Nhậm Hiền Tề.

## Câu chuyện
Củ Hành Tây (Nhậm Hiền Tề đóng) là một người bị mù và câm từ thuở nhỏ. Củ Hành Tây làm việc ở một bệnh viện, và tại đây anh gặp cô y tá tập sự Thu Nam (Trương Bá Chi đóng). Một ngày nọ, Củ Hành Tây muốn hẹn hò cùng với Thu Nam, và khi cô ấy đồng ý, anh vui mừng quá đỗi, đến nổi vấp một cục đá ngã xuống đường và đã bị một chiếc xe hơi tông phải. Cái chết của Củ Hành Tây khiến cho Thu Nam nhận ra rằng cô yêu anh tha thiết.
Về phần Củ Hành Tây, sau khi anh ta chết đi, linh hồn của anh được đưa lên hành tinh Bắc Đẩu để chuẩn bị đầu thai kiếp khác. Bời vì anh ta là người thứ 6 tỷ chết, nên anh được phép ước một điều. Anh muốn trở về trái đất 5 ngày, vì đó là thời gian dài nhất mà một người đã chết có thể quay lại trái đất. Nhưng không may cho anh, theo quy tắc của Thiên đường, anh ta không thể nói cho ai biết sự thật này, và trong thời gian này anh không thể khiến cho bạn bè nhận ra anh chính là Củ Hành Tây.
Khi trở về, Củ Hành Tây cố gắng nói chuyện với Thu Nam, đang suy sụp vì cái chết của anh. Anh cố gắng nói cho cô ấy biết anh thật sự là ai, nhưng anh không thể vi phạm các quy tắc, và phát hiện ra rằng cô đang bị tán tỉnh bởi một bác sĩ, người vốn đã có tình cảm với cô từ lâu. Và anh đã phí phạm vài ngày để cố gắng nói cho cô nhưng đành bỏ cuộc, và anh cố dành nhiều thời gian để được ở bên cô trước khi anh phải ra đi.
Vào ngày cuối cùng, Thu Nam cũng nhận ra rằng anh ta chính là Củ Hành Tây mà cô đã đem lòng yêu từ lâu. Nhưng vào thời điểm đó, hai người chỉ còn vài phút để ở bên nhau, trước khi có mưa sao băng, mang anh ta trở lại sao Bắc Đẩu.

## Diễn viên
| Diễn viên     | Vai diễn                      | Giới thiệu |
| Nhậm Hiền Tề  | Dương Hy Thông                | Thường được gọi là Củ Hành, là một người khuyết tật vừa câm vừa mù, nhưng anh vẫn tràn đầy hy vọng sống. Củ Hành không may bị tai nạn qua đời, nhưng anh may mắn được Thiên sứ cho anh một nguyện vọng, và anh đã ước mình có thể trở lại trần gian trong 5 ngày để có thể tận mắt thấy Thu Nam. Nhưng trớ trêu thay Thu Nam không nhận ra Củ Hành vì lúc này anh đã có một thân phận khác - người bán bảo hiểm tên Trác Chí Văn. |
| Trương Bá Chi | Ngu Thu Nam                   | Y tá thực tập trong bệnh viện nơi Củ Hành đang sống và điều dưỡng. Sau khi Củ Hành chết đi, Thu Nam mới nhận ra cô rất yêu anh và cô rất hối hận khi chưa kịp thổ lộ với anh. Khi Củ Hành với thân phận là Trác Chí Văn về tìm cô, nhưng cô không hề nhận ra anh, đến khi Củ Hành sắp phải ra đi vĩnh viễn thì cô mới dần nhận ra.                                                                                                |
| Tô Vĩnh Khang | Bác sĩ Hồ                     | Là bác sĩ trong bệnh viện, Bác sĩ Hồ đã nhiều lần bày tỏ tình cảm của mình với Thu Nam nhưng cô luôn tìm cách tránh né anh, vì trong tim cô luôn có hình bóng Củ Hành. Nhưng bác sĩ Hồ vãn luôn bên cạnh an ủi động viên, ủng hộ cô. |
| Tăng Chí Vỹ   | Trân Bảo Chu                  | Là bạn thân duy nhất của Củ Hành, anh là người đầu tiên nhận ra Trác Chí Văn chính là Củ Hành. và khuyên Củ Hành nên từ bỏ, đừng theo làm phiền Thu Nam nữa. |
| Cát Dân Uy    | Sứ giả Thiên đường            | Người đã chọn trúng và cho phép Củ Hành được về trần gian 5 ngày. |
| Đặng Tụy Văn  | Chị gái của Thu Nam           | Tính tình cởi mở, hòa đồng. |
| Lâm San San   | Người dẫn chương trình đài FM | |

## Nhạc phim
- Ca khúc chủ đề phim:
Ngọn nến 
Trình bày: Nhậm Hiền Tề
Nhạc: Phan Hiệp Khánh 
Lời: Đinh Hiểu Văn
- Ca khúc trong phim:
Tinh Ngữ Tâm Nguyện 
Trình bày: Trương Bá Chi
Nhạc: Kim Bồi Đạt 
Lời: Cao Tuyết Lam
- Ca khúc trong phim:
Hạnh phúc trao em 
Trình bày: Nhậm Hiền Tề
Nhạc: Phan Hiệp Khánh 
Lời: Phan Hiệp Khánh, Lý Tông Thịnh

## Giải thưởng
- Giải thưởng Điện ảnh Hồng Kông lần thứ 19:

- Nội dung phim hay nhất
- Nữ diễn viên chính xuất sắc nhất (Trương Bá Chi)
- Diễn viên mới xuất sắc nhất (Nhậm Hiền Tề)
- Nhạc trong phim hay nhất